# Lapidaire
Pour les articles homonymes, voir lapidaire (homonymie).
Un lapidaire (du latin : lapis « pierre ») est une personne qui façonne et taille des pierres précieuses ou fines, dans le but d'orner des bijoux ou des objets d'art. Le terme peut également désigner un traité du Moyen Âge sur les pierres précieuses.

## Histoire
La profession de lapidaire fait partie de la liste des métiers d'art en France, telle que définie par arrêté.
Les premiers statuts de Lapidaires sont promulgués durant le règne de Louis IX qui devient le protecteur de la profession ; il en sera ainsi jusqu’à la Révolution.
Historiquement, de nombreux habitants du Jura exercent la profession de lapidaire, du fait de la proximité de la Suisse et des besoins de ses activités horlogères. Ces lapidaires travaillent chez eux (ce qui les distingue de leurs homologues Belges et Hollandais), exerçant la profession comme complément à leur métier originel.
Les premiers établis sont équipés de meules activées à la main, motorisées avec l'apparition de l'électricité.
En Allemagne, la ville d'Idar-Oberstein est un des rares centres de taille de pierres précieuses encore actifs en Europe.

## Techniques de lapidage
Pour obtenir des formes arrondies et douces on utilisera le polissage au tonneau ou tumbler, qui consiste à user les pierres au contact d'abrasifs.
La taille cabochon connue depuis l'Antiquité, donne à la matière brute une forme généralement en ovale, avec une partie supérieure bombée et une partie inférieure plane.
Enfin, la taille à facettes est principalement utilisée pour les pierres transparentes à translucides; cette taille était complexe car elle consiste à renvoyer la lumière de la gemme par un jeu de facettes, aux proportions et aux angles précis.
Il existe de nombreuses techniques de tailles et autant d'outils différents. La technique française ou jurassienne repose sur l'utilisation d'une évention, (petit appareil, posé à côté des meules de poli ou de taille servant de guide et permettant de corriger les angles et formes des facettes) et d'un étui ou bâton à cimentage (appareil qui permet de tenir et diviser la pierre).

## Formation au métier de lapidaire
Il existe en France une seule formation diplômante initiale, le CAP de lapidaire. Il s'effectue en alternance, en trois ans pour l'option « diamant », dans l'école de la rue du Louvre à Paris, et en deux ans pour l'option « pierres de couleur », dans la même école, ainsi qu'à l'Institut de Bijouterie de Saumur et au CFA de la SEPR à Lyon.

### Lapidaire amateur
La taille et le polissage de pierres précieuses, en dehors de diamant, est un loisir encore peu connu en France, contrairement à d'autres pays en Europe et en Amérique (où on désigne ce hobby du terme lapidary). Il y a aussi des stages d'initiation ou de perfection dans des clubs ou des boutiques.
Il y a 3 procédés principaux pour tailler et polir des pierres.

#### Pierres roulées
Les pierres sont poncées et polies dans un tonneau avec de l'eau et des abrasifs de granulométrie de plus en plus fine, et à la fin d'un oxyde métallique pour le polissage. Les grains les plus courants de l'abrasif (carbure de silicium) sont 80, 220, 400 et 800. Ce travail, fait à la machine, dure 3 à 4 semaines. Son résultat dépend du choix des pierres brutes et du soin avec lequel on a nettoyé les pierres à chaque changement d'abrasif.

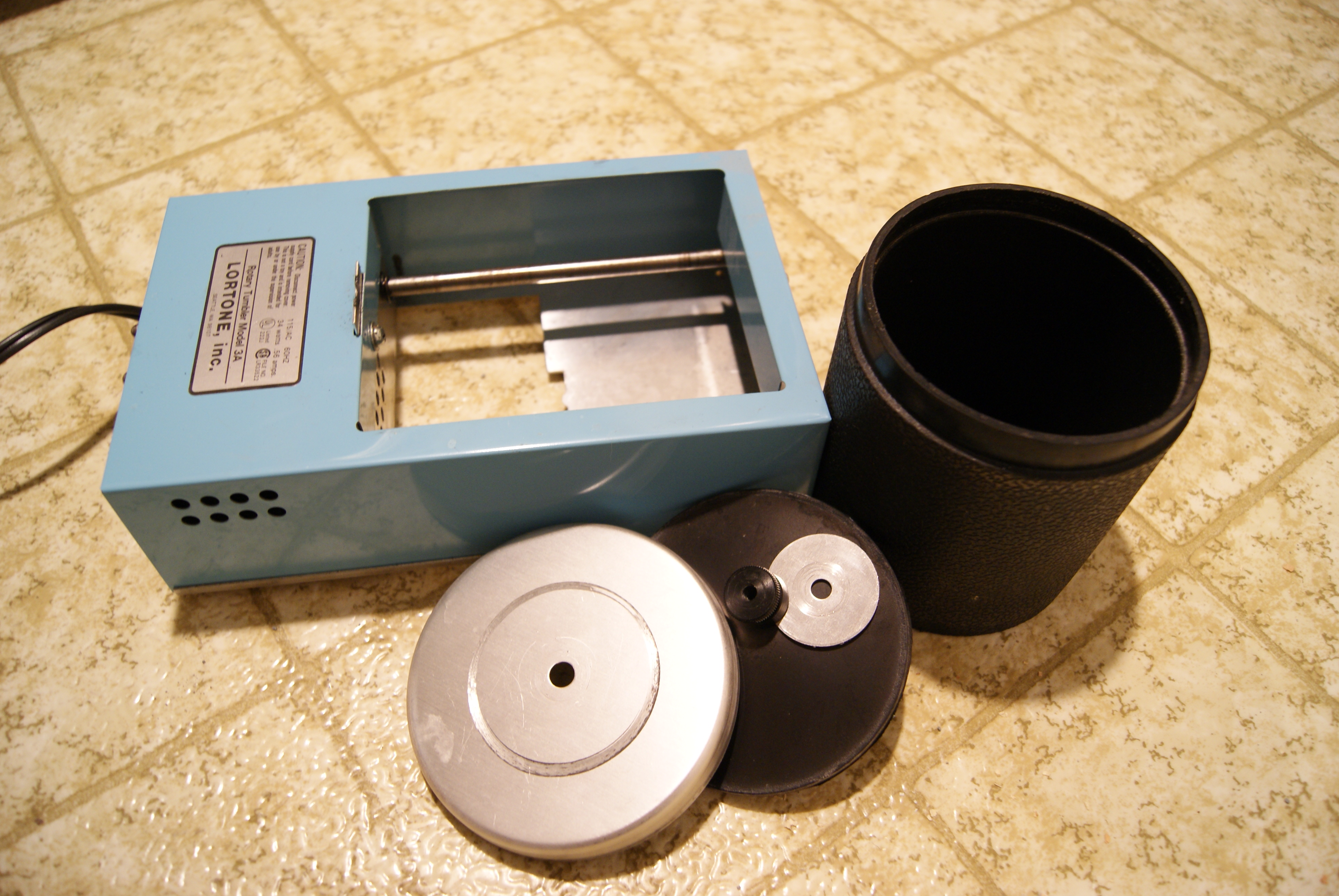
Appareil pour rouler les pierres.
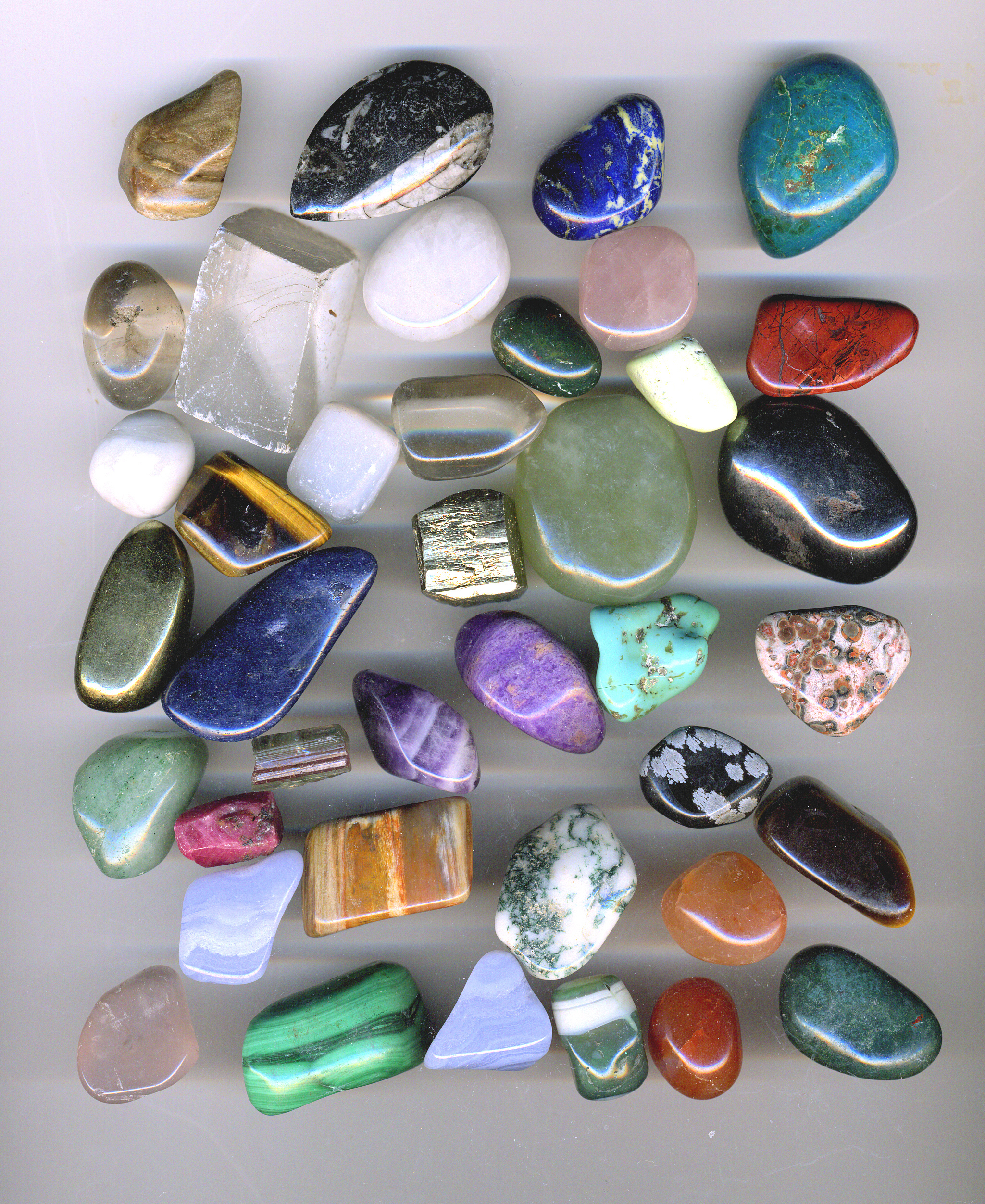
Assortiment de pierres roulées.

#### Cabochonset formes libres
La pierre est sciée avec une scie à lame diamantée, préformée à l'aide d'une meule au carborundum ou diamantée et polie avec un oxyde métallique, cérium ou alumine.

#### Taille à facettes
L'invention de la facetteuse à diviseur (ou "index"), a beaucoup facilité la taille des pierres.

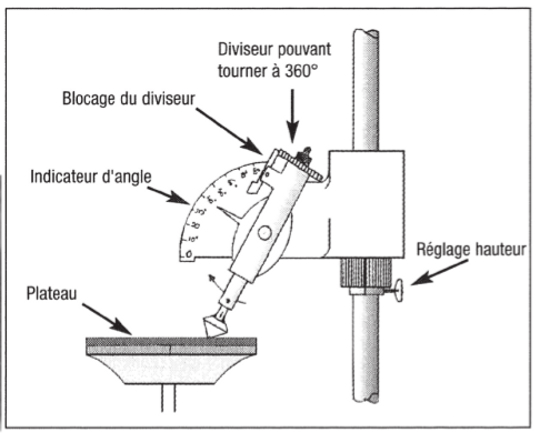
Les éléments d'une facetteuse pour amateur ou professionnel.
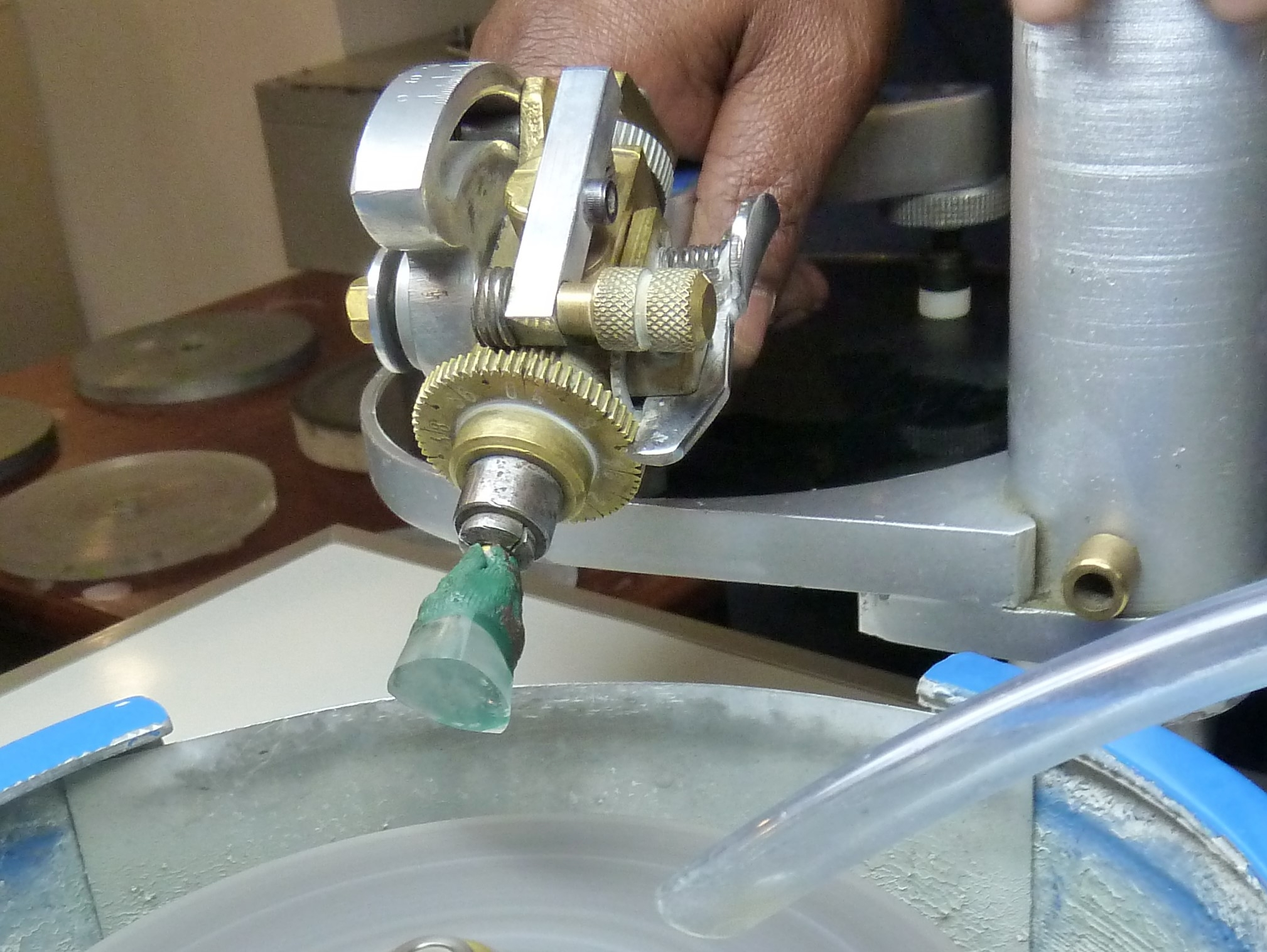
Tête de facetteuse dans la bijouterie "Isini Jewellerie" à Kandy (Sri Lanka).
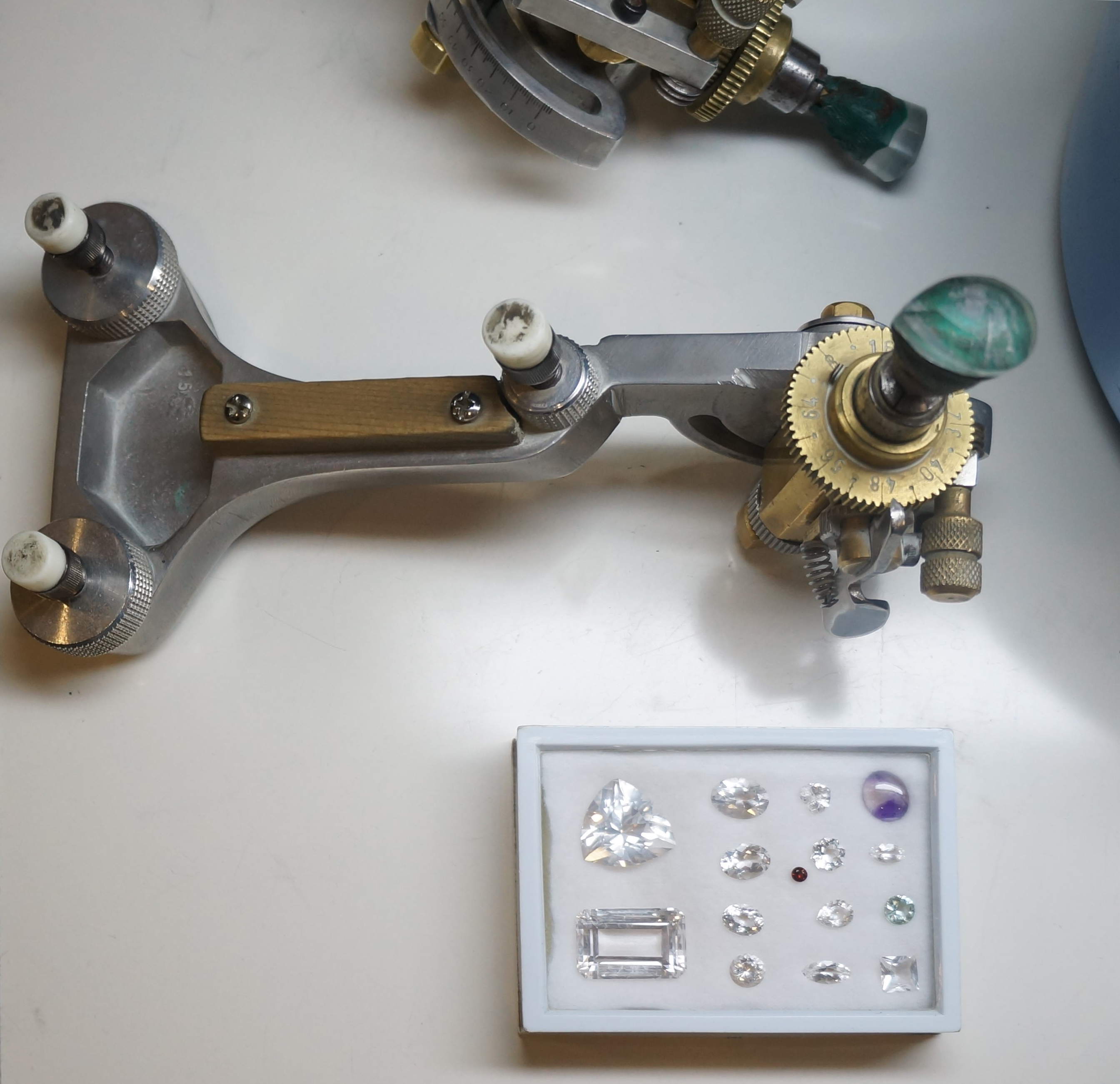
Facetteuse dans la bijouterie "Isini Jewellerie".
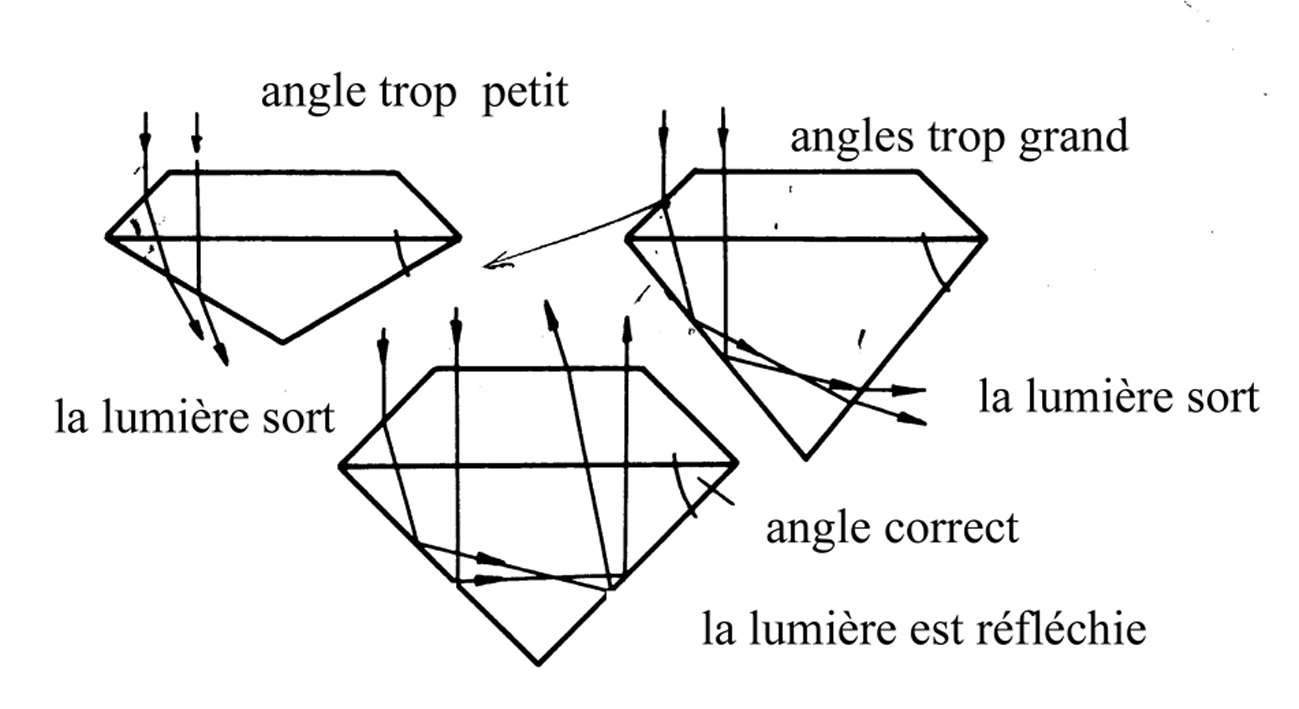
Les angles de taille d'une pierre gemme.

Le diviseur est un disque denté avec 64 crans (standard). D'autres diviseurs de 22,60, 96 ou même 120 crans permettent des tailles spéciales. Il faut un diviseur avec un nombre de crans divisible par 3 pour tailler des triangles, etc. L'angle de taille varie selon les pierres.
La taille à facettes à la française
Une autre méthode, plus difficile à apprendre, a été développée dans le Jura, notamment à Saint-Claude.

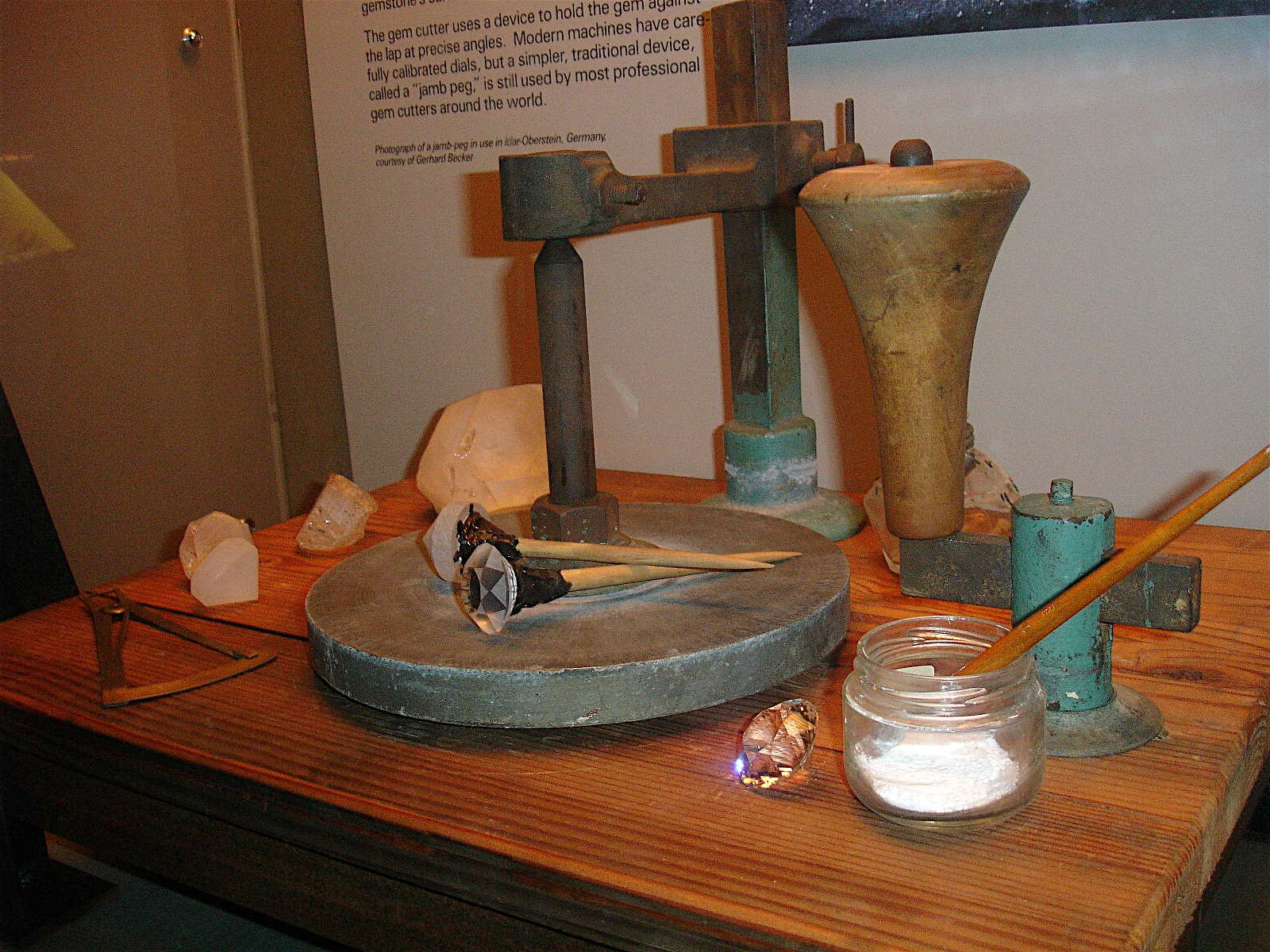
Instruments de lapidaire.

En France, des stages (d'une demi-journée à une semaine) sont organisés à Remoulins (Gard), dans un atelier lapidaire.
Une revue en anglais, The Lapidary Journal, s'appelle depuis 2005 Lapidary Journal Jewelry Artist (en).

## Lapidaire et diamantaire
En raison de la dureté du diamant, sa taille est réservée au diamantaire.